# Los Minerales
Los Minerales es un lugar designado por el censo ubicado en el condado de Webb en el estado estadounidense de Texas. En el Censo de 2010 tenía una población de 20 habitantes y una densidad poblacional de 7,14 personas por km².

## Geografía
Los Minerales se encuentra ubicado en las coordenadas 27°39′20″N 99°37′4″O / 27.65556, -99.61778. Según la Oficina del Censo de los Estados Unidos, Los Minerales tiene una superficie total de 2.8 km², de la cual 2.8 km² corresponden a tierra firme y (0%) 0 km² es agua.

## Demografía
Según el censo de 2010, había 20 personas residiendo en Los Minerales. La densidad de población era de 7,14 hab./km². De los 20 habitantes, Los Minerales estaba compuesto por el 75% blancos, el 0% eran afroamericanos, el 0% eran amerindios, el 0% eran asiáticos, el 0% eran isleños del Pacífico, el 25% eran de otras razas y el 0% pertenecían a dos o más razas. Del total de la población el 100% eran hispanos o latinos de cualquier raza.